# Смртоносно оружје 4
Смртоносно оружје 4 (енгл. Lethal Weapon 4) је амерички акциони филм из 1998. године који је режирао Ричард Донер. Главне улоге играју: Мел Гибсон, Дени Главер, Рене Русо, Џо Пеши, Крис Рок и Џет Ли.

## Радња
Полицајци Ригс (Мел Гибсон) и Мерто (Дени Гловер) покушавају да ухапсе неког психопату, обученог у оклоп, наоружан митраљезом и бацачем пламена напалма, који хода ноћном улицом, пуцајући и палећи све. Међутим, није га тако лако ухапсити, не дозвољава да му приђе, а меци га не носе. Ригс долази на идеју. Мерто мора да се скине до гаћа и у овом облику скрене пажњу манијака на себе, а Ригс га упуца у вентил бацача пламена. Млаз ватре из оштећеног цилиндра бацача пламена одводи манијака право у камион за гориво паркиран на најближој бензинској пумпи, узрокујући да све полети у ваздух. Такође током операције, Ригс и Мерто сазнају једно од другог да ће Ригс ускоро постати отац, а Мерто деда. Скоро девет месеци касније, одлазе на пецање са Леом (Џо Пеши) који је ухватио бебу ајкулу. Одједном се појављује брод на коме се чују пуцњи, Ригс покушава да одведе капетана, али безуспешно, а Мертоов нови чамац је потонуо због бурета које је ушло у њега. На броду се налази стотине кинеских избеглица, али их није све пресрела полиција, једна породица је успела да побегне на старом чамцу, где их је пронашла Мертоа.
Ујутру Ригс и Лорна (Рене Русо) разговарају о најновијим вестима, па Ригс сазнаје да је Мертоу стигло анонимно писмо и да му је зет полицајац, затим долазе у Мертову кућу и проналазе исту породицу. тамо. Покушавајући да открију ко је одговоран за транспорт људи, детективи крећу на траг Бенија Чена (Ким Чен). Водећи са собом младог детектива по имену Бисквитер (Крис Рок), стижу у ресторан Бенија Чена, по надимку Ујка Бени, где први пут упознају Ванг Ксинг Куа (Џет Ли). На излазу из ресторана Ригс угледа капетана брода, поново га промаши после потере, али нема времена да оде далеко, убија га Ванг Ксинг Ку. Тада човек који је примио новац од Бенија, који је радио за имиграциону службу, умире, такође по наређењу Куа.
Ванг Ксинг Ку тражи породицу несталу са брода и проналази Мертоа у кући, ту избија туча, услед чега су чланови породице детектива и они сами везани у запаљеној кући. Чудесно ослобођени захваљујући малом дечаку по имену Пинг који је успео да се сакрије, Ригс и Мерто су кренули у потеру, престижући један од аутомобила и убијајући криминалце пре него што су могли нешто да науче од њих. Након што су ујка Бенија напумпали гасом за смех, детективи су сазнали за извесна „четири оца“ и „јанг мимби“, као и чињеницу да ујка Бени спава са обе сестре своје жене, а детектив Батерс је Мертов зет и отац ћеркиног детета.
Коначно проналазећи јазбину Тријаде, а у њој тела ујка Бенија, Хонга и ујка Хонга, схватају да Хонгов ујак (Еди Ко) није био уметник, већ је био гравер и својим радом је платио мафији стварајући клишее за штампање. фалсификованог новца. Након што су сазнали од својих колега ко су четири оца, они проналазе начин да зауставе договор између Тријаде, коју представља Ванг Ксинг Ку, и кинеског генерала који је прокријумчарио очеве за каснију продају. Интервенишући у договору, Ригс и Мерто изазивају препуцавање између мафије и војске на једној страни и полиције на другој. Кекс је упуцан покривајући Мертоа, генерал умире, сва четири оца и већина мафије, Ригс сазнаје одакле Мерту новац, његова жена је постала популарни писац Ебони Кларк. Ванг Син Ку са братом одлази на пристаниште, али његов брат умире, а Ригс и Мерта излазе Вану, избија последња борба, током борбе Мерто губи свест, а Ригс пада у воду са Ванг Ксин Куом, Ванг покушава да задави Ригса, али Ригс извлачи митраљез из преврнутог аутомобила и испаљује цео клип на Ванг Ксин Куа.
Ригс долази на гробље да тражи савет од своје покојне супруге Викторије Лин. И право одатле одлази у болницу, где Лорна одбија да се породи све док се она и Ригс не венчају. Крунише их рабин. У исто време тамо се рађа Мертоова ћерка, порођај је успешан, појављује се Марфи (Стив Кахан) и обавештава новопечене капетане да су поново наредници. Филм се завршава групном фотографијом. 

## Улоге
| Глумац      | Улога                    |
| ----------- | ------------------------ |
| Мел Гибсон  | Мартин Ригс              |
| Дени Главер | Роџер Мерто              |
| Џо Пеши     | Лео Гец                  |
| Рене Русо   | Лорна Кол                |
| Крис Рок    | детектив Ли Батерс       |
| Џет Ли      | Ва Синг Ку               |
| Стив Кејхан | Капетан Ед Мерфи         |
| Дарлен Лав  | Тиш Мерто                |
| Трејси Вулф | Рајана Мерто             |
| Калвин Јунг | детектив Нг              |
| Ричард Рил  | агент имиграционе службе |

## Зарада
Филм је у САД зарадио 130.444.603 $.
- Зарада у иностранству - 155.000.000 $
- Зарада у свету - 285.444.603 $